# Становление (Наука логики)
Становление в работе Гегеля «Наука логики» — движение исчезновения бытия в ничто, а ничто в бытии.